# Университет на Риека
Университетът на Риека (на хърватски: Sveučilište u Rijeci) е държавен университет в Риека, Хърватия. Учреден е на 17 май 1973 г. Състои се от 9 факултета, една академия за изкуства, четири департамента, университетски библиотеки и Студентски център.

## История
Първото висше училище в Риека е основано през 1627 г. от йезуитите и се ползва с еднакъв статут с академиите в най-големите градове на Австрийската империя. Факултетът по философия е основан през 1726 г., а Факултетът по теология – през 1728 г.
Съвременното висше училище също се развива постепенно. През 2008 г. към него са учредени департаменти по биотехнология, информатика, математика и физика.

## Галерия
- Философски факултет
- Академия за приложни изкуства